# Conistra rufa
Conistra rufa är en fjärilsart som beskrevs av Tutt 1892. Conistra rufa ingår i släktet Conistra och familjen nattflyn. Inga underarter finns listade i Catalogue of Life.